# Гібридний жорсткий диск

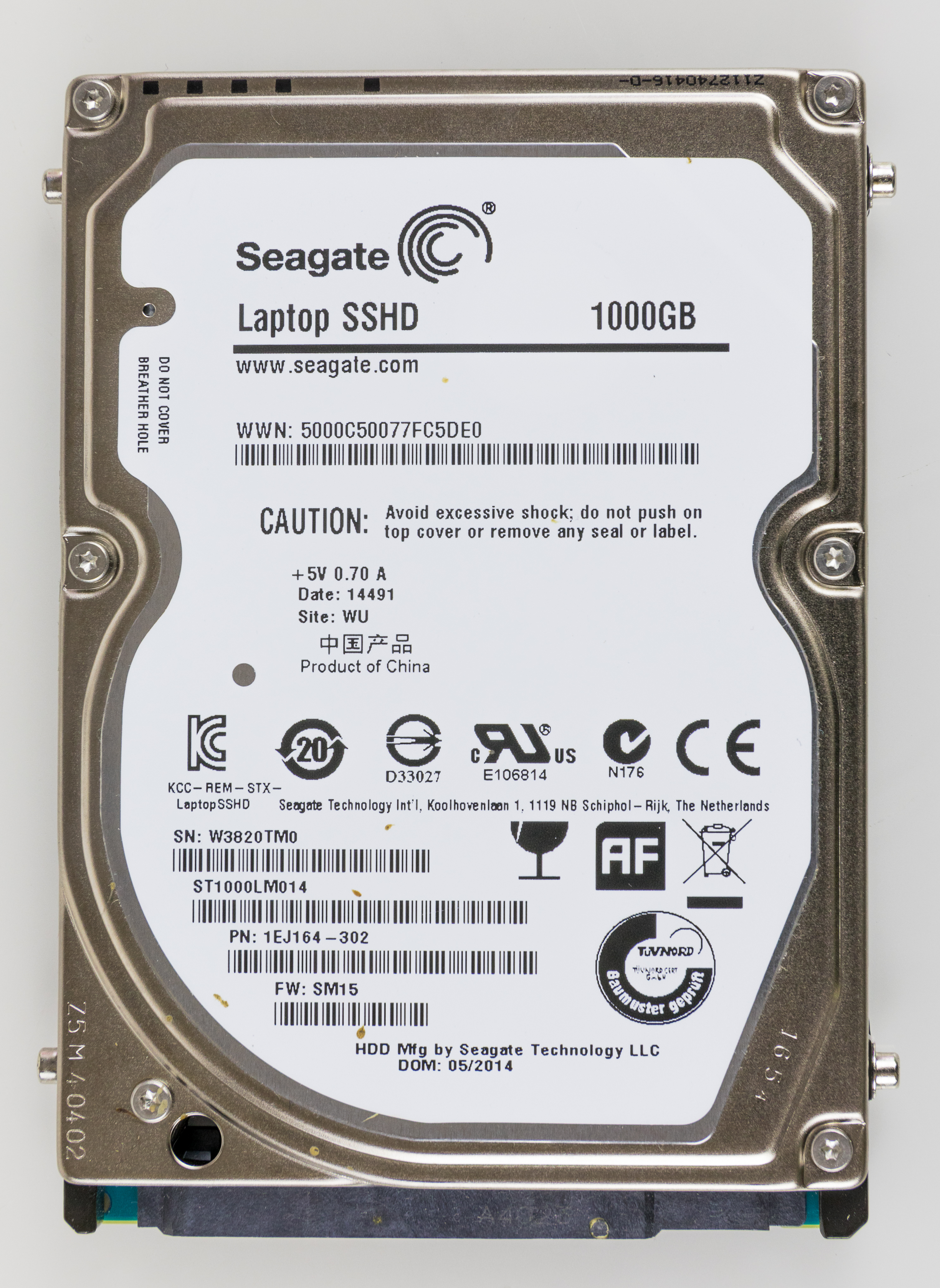
SSHD Seagate 1000Gb

Порівняння FCM (flash cache modules) і SSHD конструкцій

Гібридний диск ((англ. Solid-state hybrid drive, SSHD) — пристрій зберігання даних, що поєднує NAND флеш-твердотільний накопичувач (SSD) з жорстким диском (HDD) з метою додавання швидкості твердотільних накопичувачів до ємності традиційних жорстких дисків.
SSD — накопичувачі без механічних частин з флеш-пам'яттю (дуже швидкі, але дорогі) — ще не можуть повністю замінити традиційні HDD.
SSHD використовує адаптивну пам'ять для окремого зберігання «популярних» даних — ту частину інформації, до якої комп'ютер звертається регулярно. Кешовані дані записуються на флеш-пам'ять, і процесор набагато швидше отримує до неї доступ.
Завдяки появі технологій твердотільних гібридних накопичувачів користувачі можуть домогтися підвищення продуктивності комп'ютерів, працювати з додатками, що мають більш широкі можливості, і приносити більше користі своїм організаціям.